# Бандън (Ирландия)
Вижте пояснителната страница за други значения на Бандън.
Бандън (на английски: Bandon; на ирландски: Droichead na Bandan) е град в южна Ирландия, графство Корк на провинция Мънстър. Разположен е около едноименната река Бандън. Първите сведения за града датират от 1600 г. Разстоянието на североизток от Бандън до административния център на графството град Корк е 31 km. В Бандън се провеждат и два ежегодни фестивала. Населението му е 1721 жители, а с прилежащите му околности 5822 от преброяването през 2006 г. 

## Побратимени градове
- Бандън, САЩ